# غياث الدين محمد (وزير)
غياث الدين محمد بن راشد الدين فضل الله (توفي عام 1336) كان بيروقراطيًا فارسيًا في عهد الإلخانات، وكان وزيرًا لآخر إيلخان أبو سعيد بهادر خان (حكم. 1316–1335) من 1327 إلى 1335. كان غياث الدين ابن رشيد الدين الهمداني (أُعدم سنة 1318م)، المؤرخ البارز ووزير الإلخانات غازان خان (حكم. 1295–1304 م) وأولجايتو (حكم 1304–1316 م).
وكان غياث الدين راعيًا للفنون بشكل خاص. في ثلاثينيات القرن الرابع عشر الميلادي، تم تخصيص العديد من الأعمال له من شخصيات بارزة مثل الشعراء أوهادي مراغي، وخواجو كرماني، وسلمان ساواجي؛ وعلماء مثل عضد الدين العيجي ومؤرخين مثل حمد الله المستوفي والشابنكراي.